# Тернер, Густав-Карл Данилович
Густав-Карл Данилович Тернер (1797—1846) — российский медик, доктор медицины Императорского Дерптского университета; статский советник.

## Биография
Родился 12 декабря 1797 года в Дерпте. С 1815 года изучал в университете родного города медицину и в 1821 году окончил медицинский факультет Дерптского университета. После защиты диссертации «Sistens meletemata quaedam de vi respirationis in vitam animalem servandam» удостоен степени доктора медицины. 
С 8 июня 1821 года Густав-Карл Данилович Тернер на государственной службе, служил врачом при 1-й морской артиллерийской бригаде, затем в 1840 году был назначен вторым старшим ординатором Обуховской больницы в Санкт-Петербурге, откуда был переведён старшим врачом в Мариинскую больницу столицы. 21 апреля 1838 года получил чин статского советника.
За время службы Тернер был пожалован тремя бриллиантовыми перстнями (1827, 1829, 1837), орденом Святого Станислава 2-й степени (1842), знаком отличия беспорочной службы за XV лет (1841) и за XX лет (1846).
Густав-Карл Данилович Тернер скончался в мае 1846 года в Гамбурге (по другим данным — в Санкт-Петербурге).
Им была написана на немецком языке статья: «Ueber die epidemische Brechruhr» («Seidlitz und Lichtentstädts Mitteilungen», том I).
Жена — Варвара Фёдоровна, урождённая Фольборт (4 декабря 1801 — 21 марта 1883), похоронена на Волковом православном кладбище Санкт-Петербурга.
Сын — Фёдор Густавович Тернер (12 октября 1828 — 7 августа 1906), сенатор (1892), член Государственного совета (1896), действительный тайный советник (1898), кавалер ордена Святого Владимира 1-й степени (1906). Похоронен на Волковом лютеранском кладбище Санкт-Петербурга.